# Nicolas Perrot d'Ablancourt
Pour les articles homonymes, voir Perrot.
Nicolas Perrot d'Ablancourt, né à Châlons-en-Champagne le 5 avril 1606 et mort à Paris le 17 novembre 1664, inhumé à Ablancourt, est un homme de lettres, érudit et traducteur français. 
Selon lui, une traduction ne devait pas tant viser à la littéralité et à l'exactitude qu'à rendre l'esprit de l'œuvre originale tout en l'adaptant au goût de l'époque. Et c'est d'une remarque malicieuse à propos de l'une de ses traductions qu'est née l'expression « les belles infidèles ».

## Biographie
La famille adhérait à l’Église réformée ; son père, Paul Perrot (de la Salle), se convertit durant ses études à Oxford ; sa mère, Anne des Forges, était la fille d'un protestant champenois. 
Il fait ses études à Sedan, où professe le protestant Roussel, puis il est reçu avocat. Il plaide peu, mais il abjure sa religion, puis revient sur sa décision et quitte la France pour la Hollande. Il s'installe à Leyde en 1634-1635, puis en Angleterre. 
Il décide de revenir en France et entretient des relations avec les lettrés de l’époque. Cinq ans après son retour, en 1637, il est élu membre de l’Académie française et se consacre tout entier aux lettres. Entre 1637 et 1662, il publie de très nombreuses traductions du grec et du latin : Arrien, Jules César, Cicéron, Frontin, Homère, Lucien de Samosate, Minucius Félix, Plutarque, Polyen, Tacite, Thucydide et Xénophon,. Il traduit aussi de l'espagnol L'Afrique de Luis del Marmol y Carvajal, traduction revue après son décès par César-Pierre Richelet.

## L'art difficile de traduire
Perrot d'Ablancourt a exposé ses principes de traduction dans les préfaces de ses ouvrages. Il fait partie de ceux qui, héritiers et disciples de Conrart, n'hésitent pas à modifier les formulations contenues dans un texte en langue étrangère et au besoin à les moderniser en vue de les acclimater aux règles d'élégance, d'harmonie et de bon goût selon lesquelles la langue française se construit désormais. . 
Emmanuel Bury, parle même d'une « école française des "belles infidèles" », dont Conrart est le chef de file, et Perrot d'Ablancourt « le plus illustre représentant, lui qui fut présenté par Furetière comme le "Capitaine magnifique" des bataillons de la Traduction ». Et Bury d'ajouter que « l’ambition de Conrart et de ses amis était de faire de la traduction un grand genre en prose. »
Vers 1654, Gilles Ménage observe que la traduction de Lucien de Samosate par Perrot d'Ablancourt lui rappelle une femme qu'il aima autrefois « et qui était belle mais infidèle ». L'expression, reprise par Constantijn Huygens dès 1666, fera fortune dans toute l'Europe. Et une centaine d'années plus tard, Voltaire dira de Perrot d'Ablancourt qu'il est un « traducteur élégant, (...) dont on appela chaque traduction la belle infidèle. »
Ces conceptions de la traduction seront contestées, mais Perrot d'Ablancourt conservera néanmoins des partisans. Ainsi, en 1911, Paul Claudel écrivait-il à André Gide à propos de la traduction d'une œuvre de Tacite par Perrot d'Ablancourt : « elle réalise aussi pour moi l'idée que je me fais d'une bonne traduction, qui, pour être exacte doit ne pas être servile, et au contraire tenir un compte infiniment subtil des valeurs, en un mot être une véritable transsubstantiation. » Certaines de ses traductions sont encore éditées de nos jours, en même temps que se poursuit le débat sur la fidélité et l'infidélité dans l'art de traduire.

## Éditions récentes
- Tacite, Œuvres, traduites du latin par Nicolas Perrot d'Ablancourt, Éditions Ivrea, 2004.